# Шандра Сергій Іванович
Сергі́й Іва́нович Ша́ндра (30 березня 1995 — 6 серпня 2019) — солдат Збройних сил України, учасник російсько-української війни.

## Життєпис
Народився 1995 року в селі Торчин (Хмільницький район, Вінницька область). Навчався в Хмільницькому професійному ліцеї сфери послуг — за фахом будівельника. Працював трактористом-механізатором у фермерському господарстві в Торчині.
28 листопада 2018 року призваний на строкову військову службу, за 3 місяці підписав контракт; солдат, старший стрілець 1-го відділення 1-го взводу десантно-штурмової роти; 1-й окремий батальйон морської піхоти.
6 серпня 2019 року в передобідній час під час інженерних робіт з обладнання позицій ВОП поблизу села Павлопіль, внаслідок ворожого обстрілу, від мінно-вибухових травм загинули четверо військовиків. Найімовірніше, постріл було зроблено з РПГ-7 із використанням міни калібром 82 мм, яка була прикручена до реактивного двигуна гранати. Тоді полягли Сергій Шандра, Курдов Василь Миколайович, Рак Владислав Миколайович і Шарко Олександр Олександрович.
8 серпня 2019-го відбулося прощання у Хмільнику; 9 серпня похований в селі Торчин.
Без Сергія лишились мама і сестра.

## Нагороди та вшанування
- Указом Президента України № 625/2019 від 23 серпня 2019 року за «особисту мужність і самовіддані дії, виявлені у захисті державного суверенітету та територіальної цілісності України» — нагороджений орденом «За мужність» III ступеня (посмертно)[3]